# Ras (Äthiopien)
Ras – in der amharischen Landessprache Äthiopiens ራስ „Kopf“ – war einer der höchsten Titel am äthiopischen Kaiserhof und stammt wahrscheinlich aus dem 16. Jahrhundert. Er stand damals nur den Verwaltern der größten Provinzen zu und war der höchste militärische Dienstgrad, den nur der Kaiser verleihen konnte. Auch einigen hohen Würdenträgern der koptischen Kirche stand das Recht zu, den Titel eines Ras zu führen. Erst im 19. Jahrhundert wurde der Titel häufiger verwendet. Ein Ras hatte das Recht, 24 Zeremonientrommeln (Negarits) zu führen. Der Titel ist in der Bedeutung ungefähr einem Herzog vergleichbar. Der nächstniedrigere äthiopische Adelstitel ist Dejazmach. Kaiser Menelik II. konnte nur aus den Provinzen und Gebieten Harer, Selale, Arusi, Bale, Begemdir, Tigray, Illubabor, Kaffa, Wollega, Wollo, Yegu, Wadla, Delanta, Dawint, Sedho, Waro, Meqet, Zobil, Lasta und Gojam einen Ras ernennen. Ein Ras konnte aus den feudalen Familien des Landes oder aus der kaiserlichen Familie stammen.
Der Begriff Rastafari leitet sich vom Geburtsnamen des äthiopischen Kaisers Haile Selassie, nämlich Ras Tafari Makonnen, ab.